# Fiestas de Gracia (Barcelona)

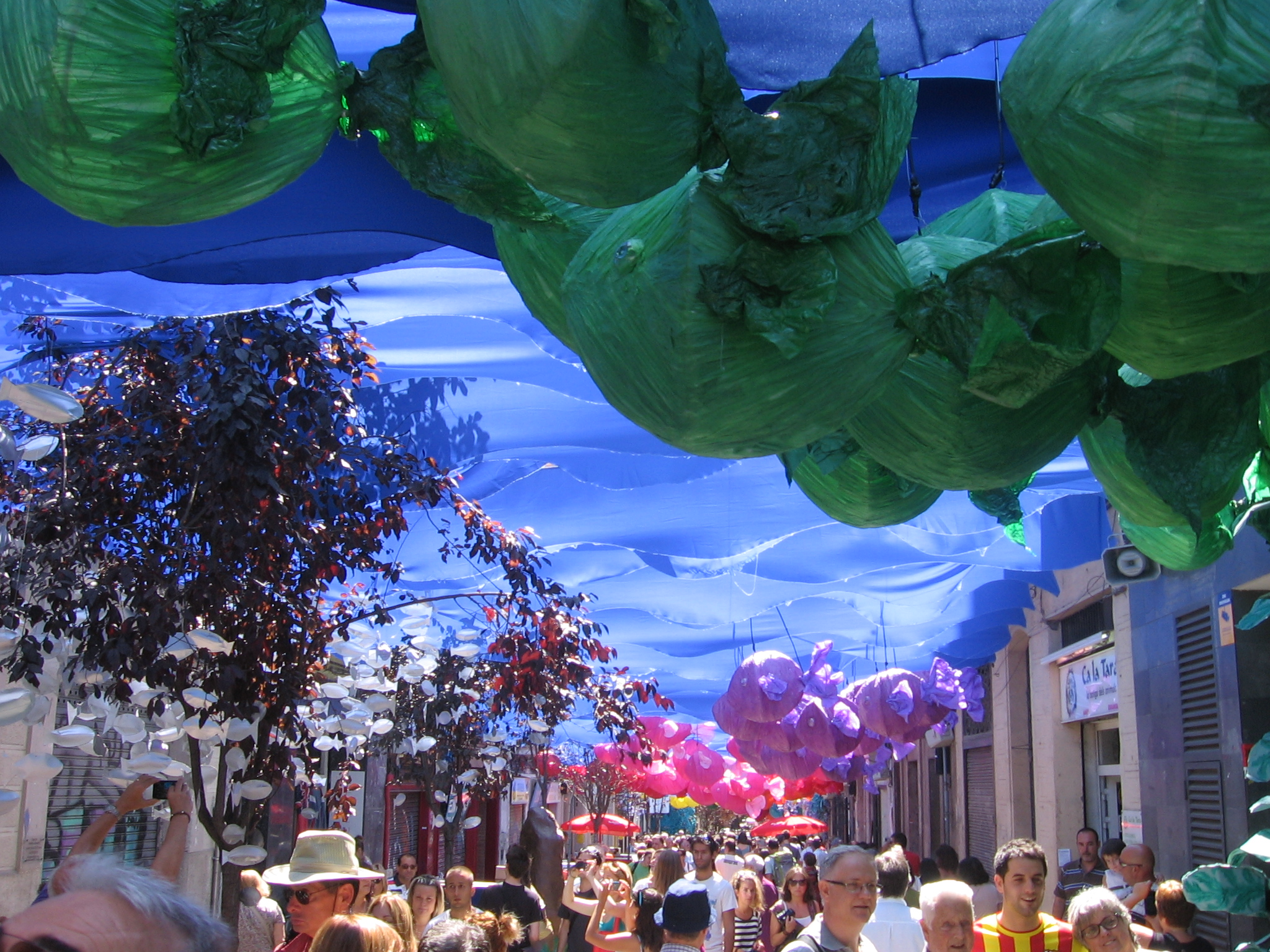
Fiestas de Gracia (2013)

Las Fiestas de Gracia o Fiesta Mayor de Gracia (en catalán: Festa Major de Gràcia) es una fiesta popular celebrada en el distrito de Gracia de Barcelona desde el 15 de agosto y por un plazo de entre siete y diez días. Su elemento más distintivo es la ornamentación de calles, pero también se celebran conciertos, bailes populares, exhibiciones castelleras, gigantes y cabezudos, correfocs de diablos y dragones de fuego, bastoners, trabucaires y otros eventos festivos y religiosos, como la misa en honor a Nuestra Señora de Gracia.

## Historia y celebración

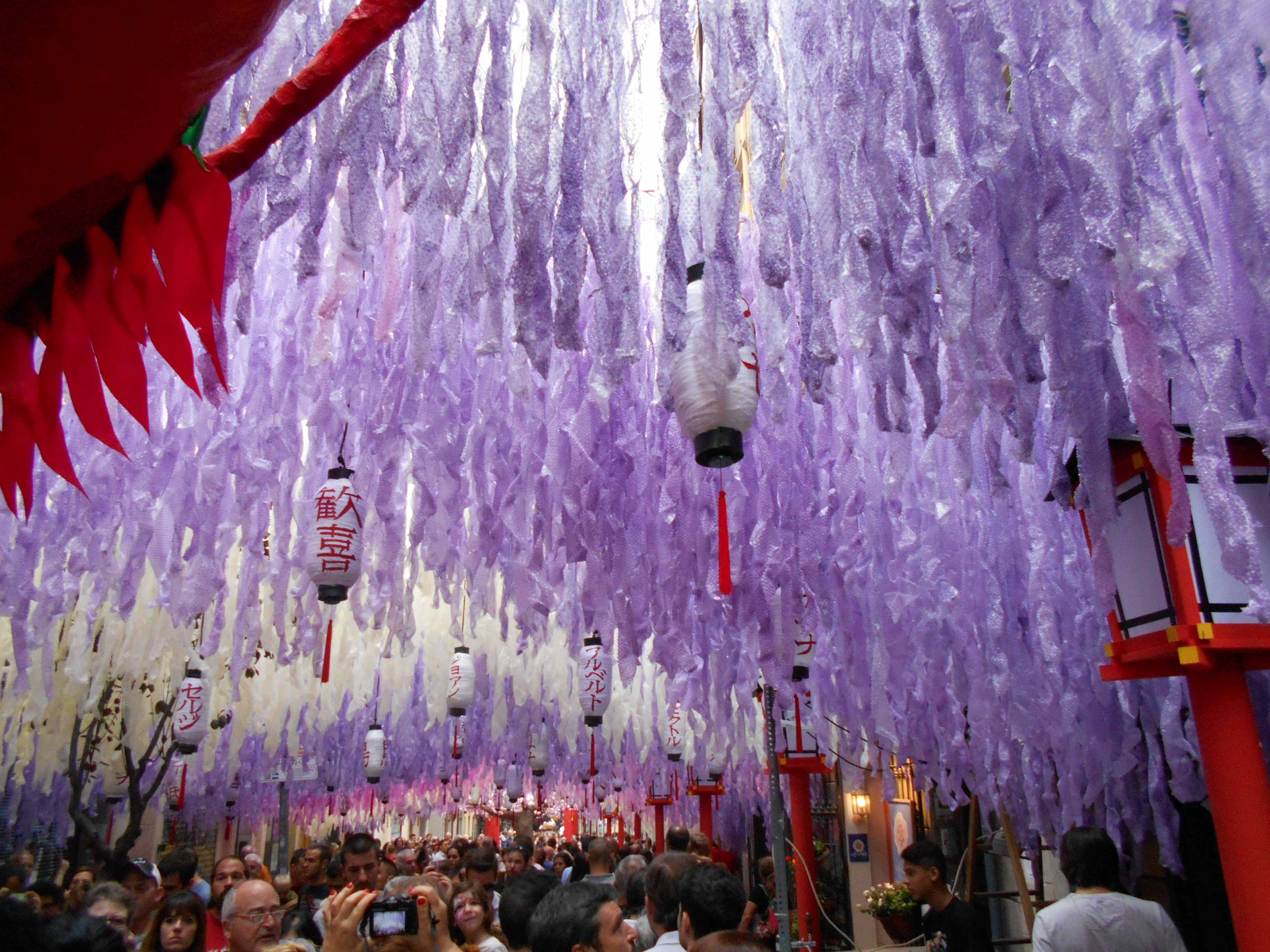
Fiesta de 2015

La villa de Gracia se formó en el siglo XVII en mitad del llano de Barcelona, alrededor del convento de Nuestra Señora de Gracia y San José —conocido popularmente como Josepets—. En principio, pertenecía jurisdiccionalmente a Barcelona, pero en 1850 se emancipó y fue una villa con ayuntamiento propio; sin embargo, en 1897 fue anexionada de nuevo a la Ciudad Condal.
La fiesta mayor de la villa se celebraba originalmente el 15 de mayo, día de san Isidro. Sin embargo, en 1812, al ser derribado el convento de Jesús que había a medio camino entre la ciudad y la villa de Gracia (el actual paseo de Gracia), los monjes que allí residían se trasladaron al convento de Josepets, y celebraron una fiesta el 15 de agosto, día de la llamada Virgen de Agosto. Desde 1850, con la emancipación de la villa, se empezó a celebrar la actual fiesta mayor, iniciada el 15 de agosto y prolongada por una semana o diez días. Por aquel entonces, la villa de Gracia se había ido industrializando, con lo que había incrementado notablemente su población. Fue por estas fechas cuando se inició la costumbre de ornamentar las calles, seguramente como variante laica de las enramadas que se hacían por Corpus.
A principios del siglo XX hay constancia de que se efectuaban espectaculares escenografías en las calles engalanadas por fiestas, en las que participaban relevantes artistas de la época, como Salvador Alarma y Adrià Gual. En esos años se inició el concurso de decoración de calles y, en 1935, se creó el Comitè de Fires i Festes, antecedente de la Federació de la Festa Major de Gràcia.
En tiempos de la dictadura franquista, la fiesta mayor solía tener un tono reivindicativo, tanto a favor de la democracia como de la cultura catalana, en una época de fuerte represión del catalanismo. Actos como los bailes de sardanas, o conciertos de artistas como Raimon y Joan Manuel Serrat, sirvieron de cauce para estas manifestaciones contra el régimen.
Sin embargo, en los años 1970 la tradición fue perdiendo popularidad; en 1975 tan solo se decoraron cinco calles, mientras que otras calles y plazas, como la plaza de la Virreina, organizaron fiestas alternativas. Pero poco a poco la tradición se fue recuperando y, en la actualidad, la fiesta mayor es uno de los elementos sociales y culturales más emblemáticos del barrio, junto con la fiesta de San Medín. En 1997 la Generalidad de Cataluña distinguió la fiesta mayor como Fiesta Tradicional de Interés Nacional.

## Galería

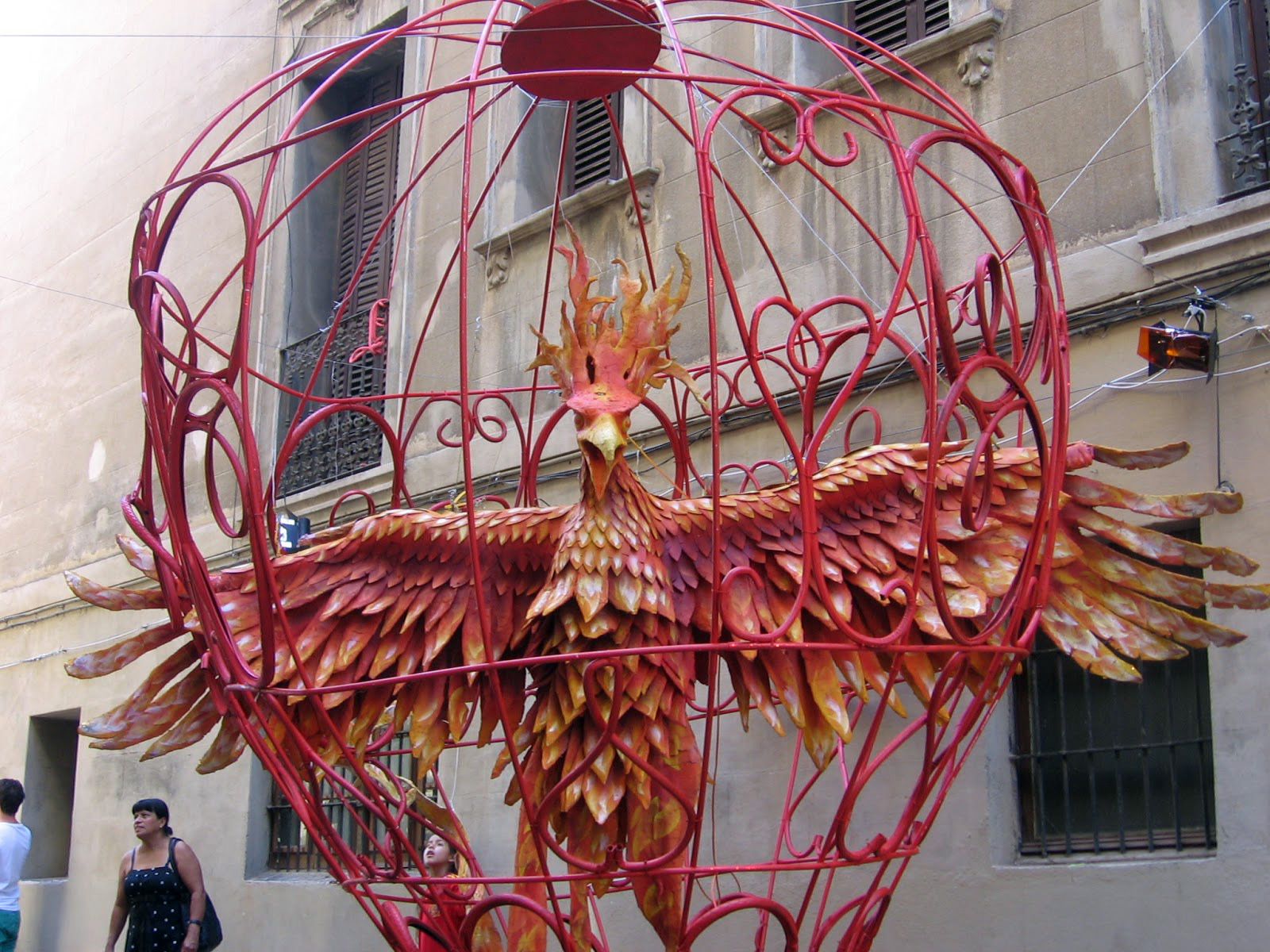
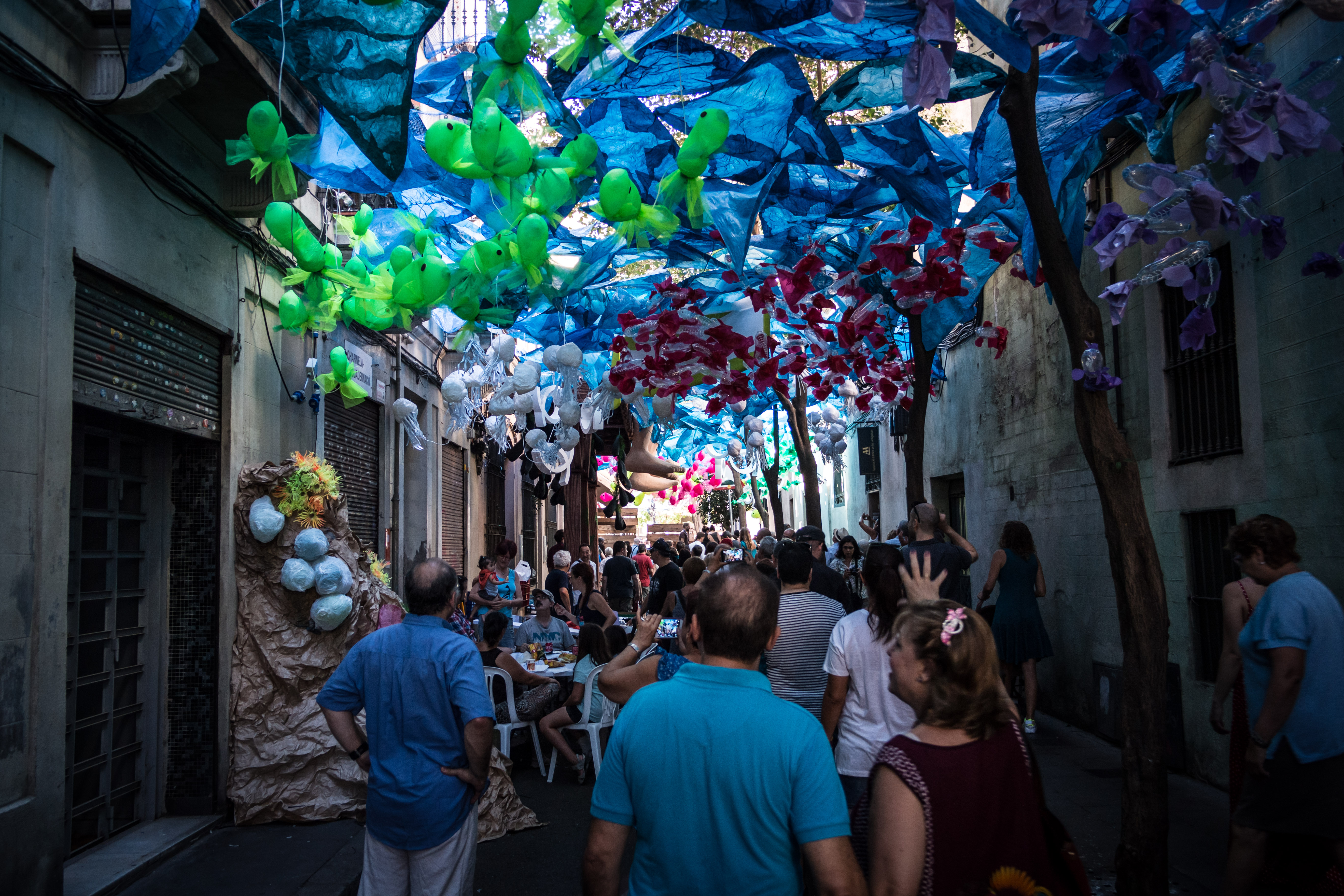
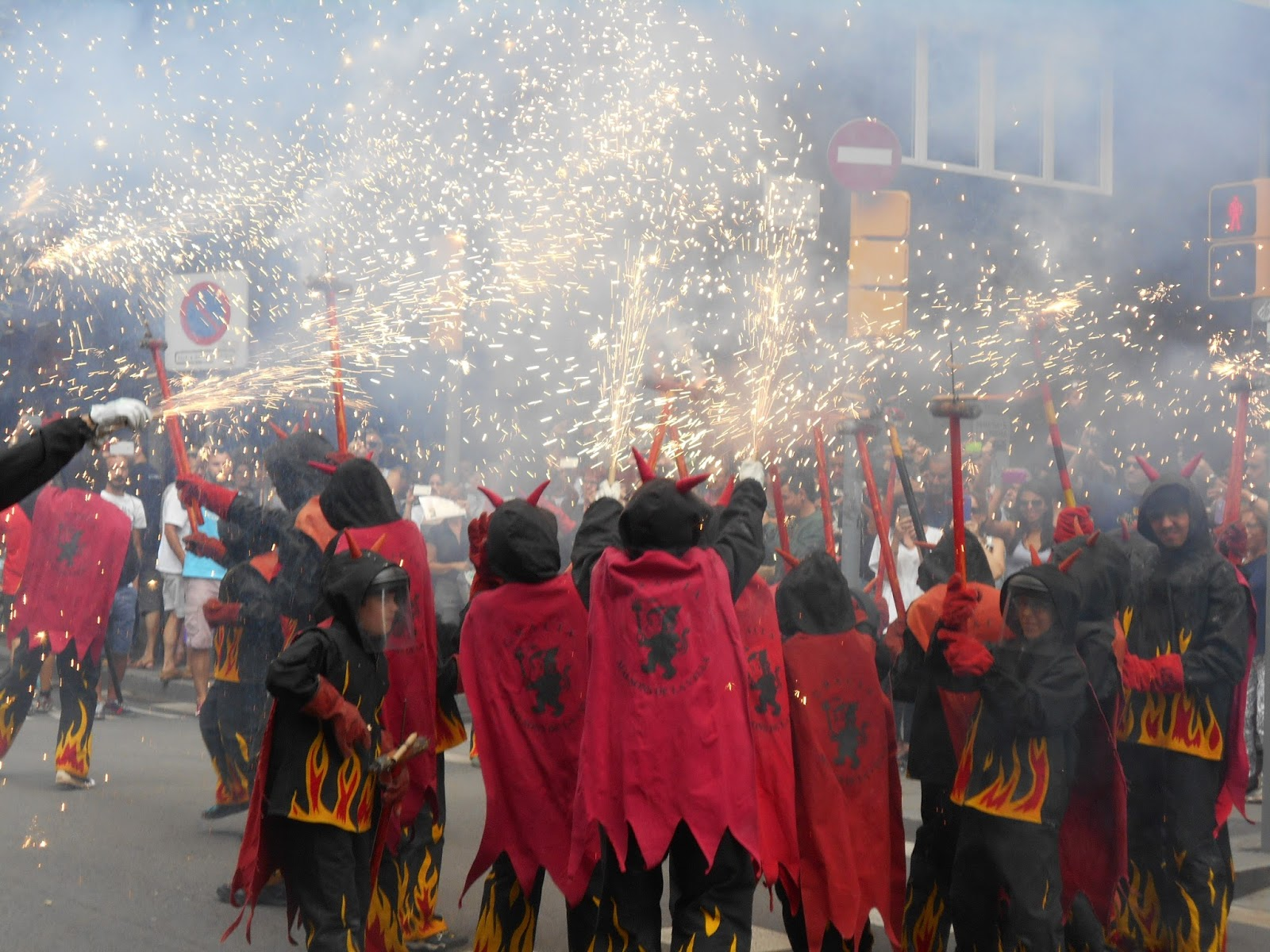
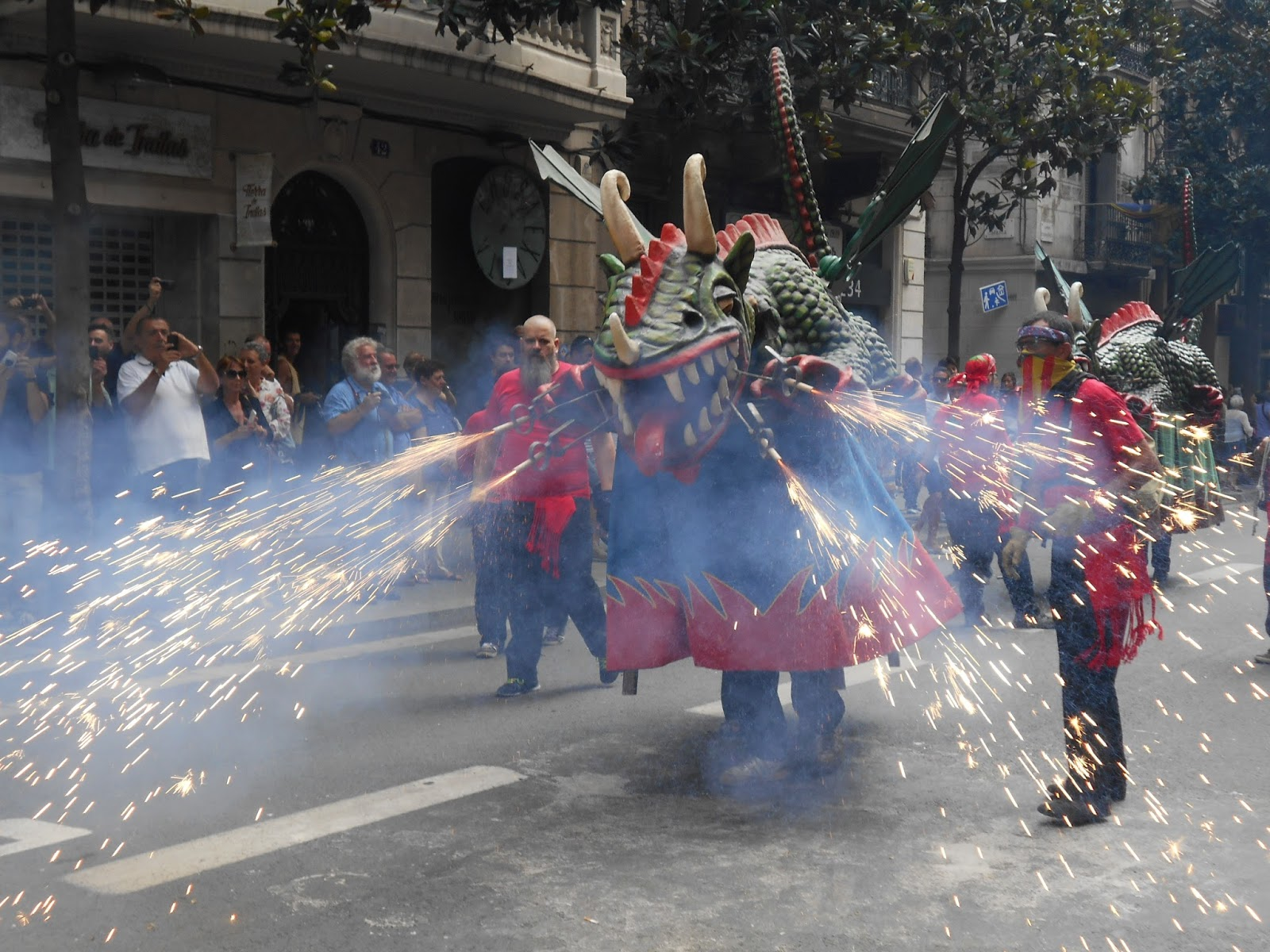
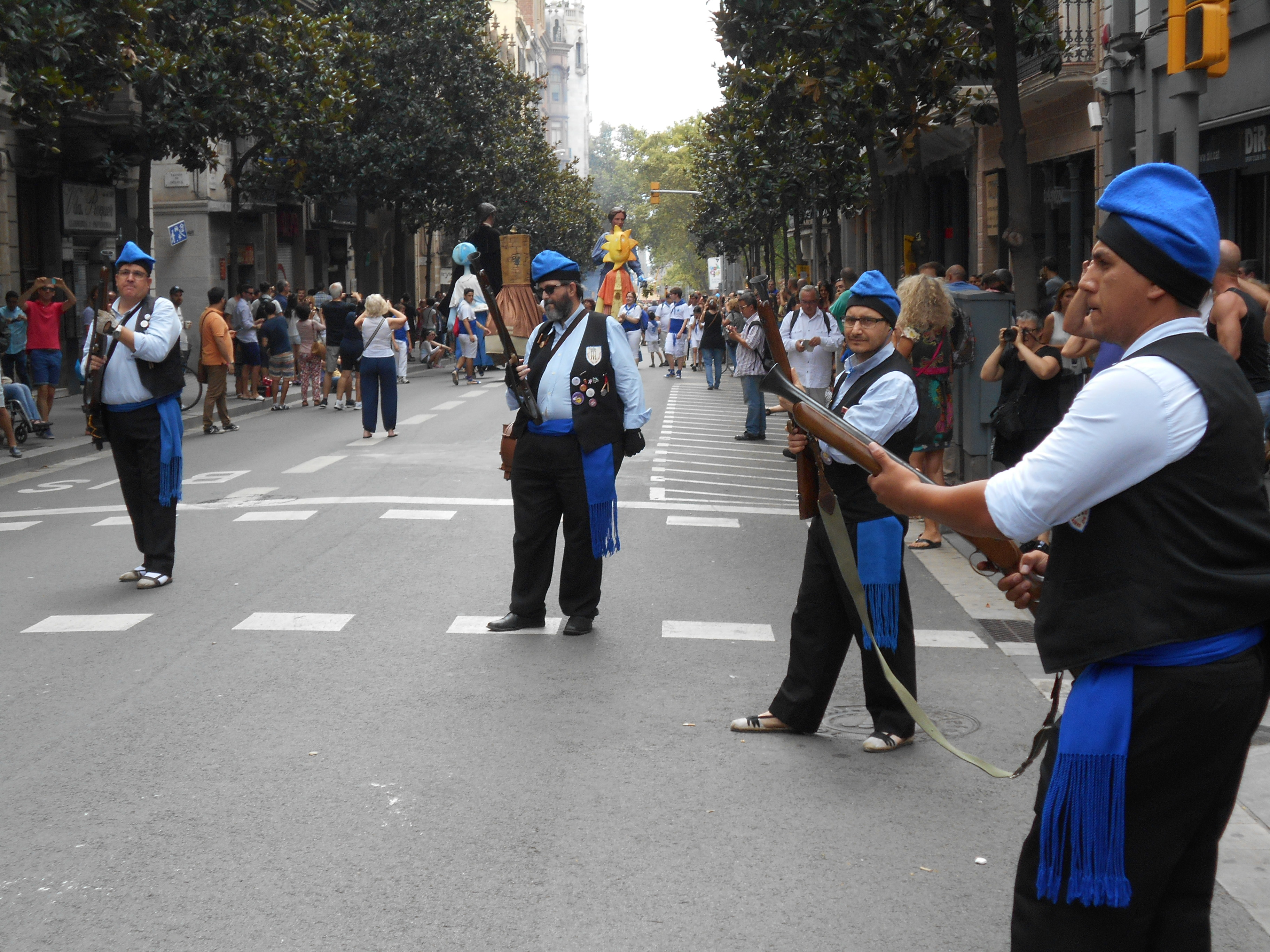
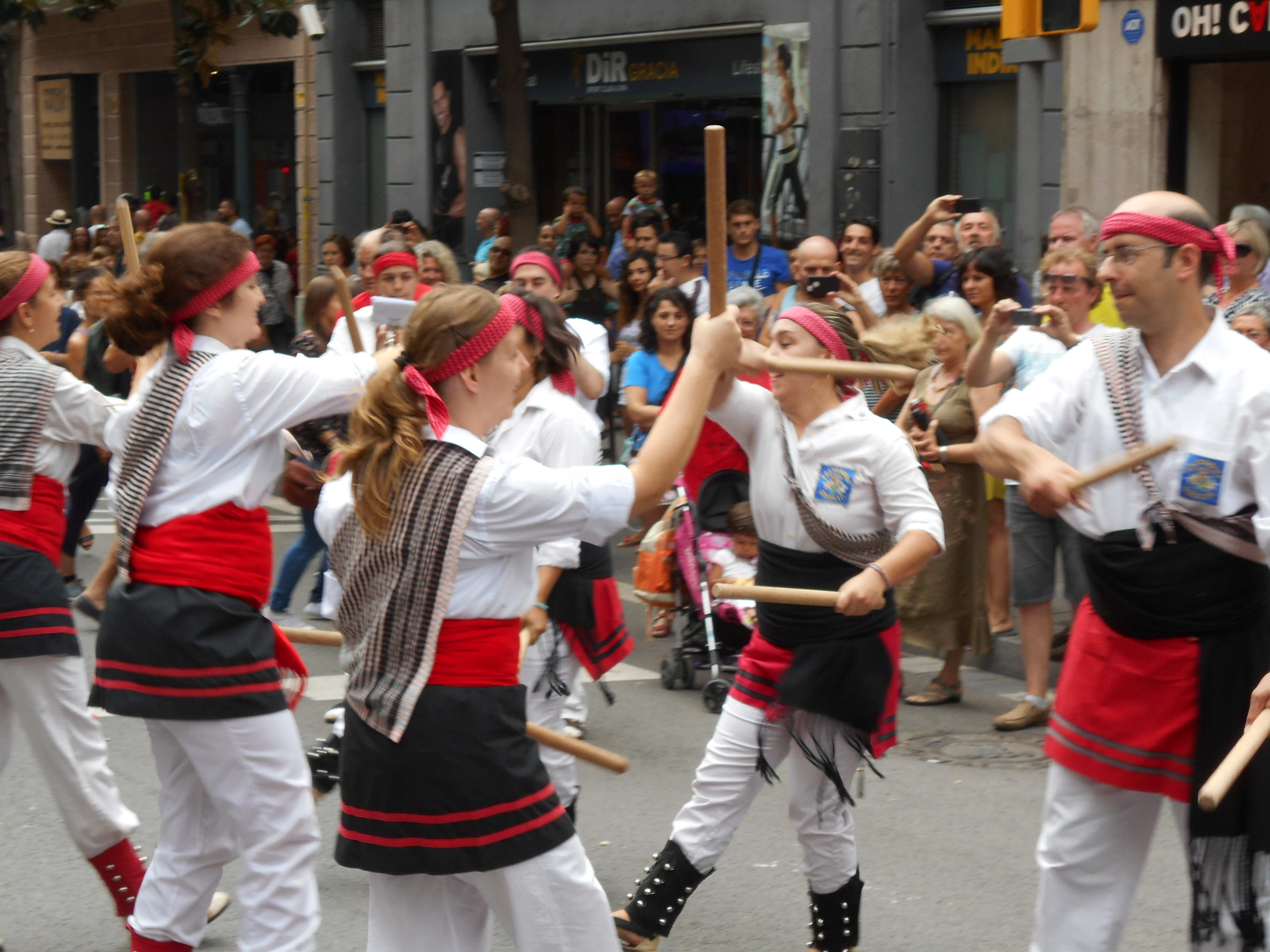